# 2023 في موريتانيا
تحتوي هذه المقالة على أهم الأحداث التي شهدتها موريتانيا في 2023، إضافة إلى أهم الشخصيات الموريتانية المولودة والمتوفية في هذه السنة.